# 7165 Pendleton
7165 Pendleton este un asteroid din centura principală de asteroizi.

## Descriere
7165 Pendleton este un asteroid din centura principală de asteroizi. A fost descoperit pe 14 septembrie 1985 la Stația Anderson Mesa de Edward L. G. Bowell. El prezintă o orbită caracterizată de o semiaxă mare de 2,60 ua, o excentricitate de 0,16 și o înclinație de 13,9° în raport cu ecliptica.